# ولیکی پپویچ
ولیکی پپویچ (به لاتین: Veliki Popović}} یک عوارض جغرافیایی در صربستان است که در Despotovac واقع شده‌است.